# شش فوت زیر زمین (ترانه بیلی آیلیش)
«شش فوت زیر زمین» (انگلیسی: Six Feet Under) ترانه‌ای از خواننده و ترانه‌پرداز آمریکایی، بیلی آیلیش است. این ترانه در ابتدا از طریق ساندکلود در ۲۳ ژوئن ۲۰۱۶ منتشر شد و سپس دوباره توسط دارک‌روم و اینترسکوپ رکوردز در ۱۷ نوامبر ۲۰۱۷ منتشر شد. ترانه‌سرایی و تهیه‌کنندگی این ترانه بر عهدهٔ برادر آیلیش، فینیس اوکانل بوده است.

## گواهی‌نامه‌ها
| منطقه                                   | گواهی     | واحد گواهی‌شده/فروش |
| --------------------------------------- | --------- | ------------------ |
| استرالیا (آی‌اف‌پی‌آی استرالیا)            | ۲× پلاتین | ۱۴۰٬۰۰۰            |
| اتریش (فونوگرافی اتریش)                 | طلا       | ۱۵٬۰۰۰             |
| برزیل (پرو موزیکا برزیل)                | پلاتین    | ۶۰٬۰۰۰             |
| کانادا (میوزیک کانادا)                  | پلاتین    | ۸۰٬۰۰۰             |
| دانمارک (آی‌اف‌پی‌آی)                      | طلا       | ۴۵٬۰۰۰             |
| فرانسه (اس‌ان‌ئی‌پی)                       | طلا       | ۱۰۰٬۰۰۰            |
| مکزیک (امپروفون)                        | طلا       | ۳۰٬۰۰۰             |
| لهستان (زدپی‌ای‌وی)                       | طلا       | ۱۰٬۰۰۰             |
| پرتغال (انجمن صنفی گرامافون)            | طلا       | ۵٬۰۰۰              |
| بریتانیا (بی‌پی‌آی)                       | نقره      | ۲۰۰٬۰۰۰            |
| ایالات متحده (آرآی‌ای‌ای)                 | طلا       | ۵۰۰٬۰۰۰            |
| رقم فروش+پخش جاری تنها بر پایهٔ گواهی‌ها. |           |                    |